# Nel vortice vol. 4
Nel vortice vol. 4 è una compilation di rap italiano pubblicata nel 2000 su CD.

## Tracce
1. Piante grasse - Da qui in poi - 3:19
2. DDP - Coooosi'!! - 4:46
3. Men in Skratc] - Turntablistz Trailaz - 4:34
4. I Soliti MC's - Per la vita - 3:16
5. DJ Irmu & Mara - Forse dimenticare - 3:08
6. Piante grasse - Da qui in poi (strumentale) - 3:19
7. DDP - Coooosi'!! (strumentale) - 4:46
8. Men in Skratch - Turntablistz Trailaz (strumentale) - 4:34
9. I Soliti MC's - Per la vita (strumentale) - 3:16
10. DJ Irmu & Mara - Forse dimenticare (strumentale) - 3:08
11. DDP - Coooosi'!! (a cappella) - 4:46